# Zelotes talpinus
Zelotes talpinus är en spindelart som först beskrevs av Ludwig Carl Christian Koch 1872.  Zelotes talpinus ingår i släktet Zelotes och familjen plattbuksspindlar. Inga underarter finns listade i Catalogue of Life.